# دوري أبطال أوروبا 2012–13
كان دوري أبطال أوروبا 2012–13 الموسم الثامن والخمسين من بطولة أندية أوروبا الممتازة لكرة القدم التي ينظمها الاتحاد الأوروبي لكرة القدم، والموسم الحادي والعشرين منذ تغيير اسمها من كأس الأندية الأوروبية البطلة إلى دوري أبطال أوروبا.
لعب النهائي على ملعب ويمبلي في لندن، إنجلترا.
وفاز فيه بايرن ميونخ على بوروسيا دورتموند بهدفين لهدف، ليحصد اللقب للمرة الخامسة في تاريخه.

## تخصيص الفرق لكل اتحاد
شارك ما مجموعه 76 فريق في دوري الأبطال 2012–13، من 52 اتحاد وطني أوروبي ما عدا (ليختنشتاين التي لا تنظم مسابقة دوري محلي).

### تصنيف الاتحادات
يتم تخصيص الفرق لكل اتحاد للمشاركة في بطولة دوري الأبطال 2012-13 بناء على معامل يعطى لكل اتحاد بحسب مشاركة فرق الاتحاد في بطولة دوري الأبطال 2011-12 والذي يأخذ في الاعتبار مشاركة فرق الاتحاد في المسابقات الأوروبية منذ موسم 2006-07 حتى موسم 2010-11.
| الترتيب | الاتحاد        | النقاط | الفرق |
| ------- | -------------- | ------ | ----- |
| 1       | انجلترا        | 85.785 | 4     |
| 2       | إسبانيا        | 82.329 | 4     |
| 3       | ألمانيا        | 69.436 | 4     |
| 4       | إيطاليا        | 60.552 | 3     |
| 5       | فرنسا          | 53.678 | 3     |
| 6       | البرتغال       | 51.596 | 3     |
| 7       | روسيا          | 44.707 | 2     |
| 8       | أوكرانيا       | 43.883 | 2     |
| 9       | هولندا         | 40.129 | 2     |
| 10      | تركيا          | 35.050 | 2     |
| 11      | اليونان        | 34.166 | 2     |
| 12      | الدنمارك       | 30.550 | 2     |
| 13      | بلجيكا         | 27.000 | 2     |
| 14      | رومانيا        | 25.824 | 2     |
| 15      | اسكتلندا       | 25.141 | 2     |
| 16      | سويسرا         | 24.900 | 1     |
| 17      | إسرائيل        | 22.000 | 1     |
| 18      | جمهورية التشيك | 20.850 | 1     |

| التريب | الاتحاد         | النقاط | الفرق |
| ------ | --------------- | ------ | ----- |
| 19     | النمسا          | 20.700 | 1     |
| 20     | قبرص            | 18.124 | 1     |
| 21     | بلغاريا         | 17.875 | 1     |
| 22     | كرواتيا         | 16.124 | 1     |
| 23     | بيلاروسيا       | 16.083 | 1     |
| 24     | بولندا          | 15.916 | 1     |
| 25     | سلوفاكيا        | 14.499 | 1     |
| 26     | النرويج         | 14.375 | 1     |
| 27     | صربيا           | 14.250 | 1     |
| 28     | السويد          | 14.125 | 1     |
| 29     | البوسنة والهرسك | 9.124  | 1     |
| 30     | فنلندا          | 8.966  | 1     |
| 31     | جمهورية أيرلندا | 8.708  | 1     |
| 32     | المجر           | 8.500  | 1     |
| 33     | مولدوفا         | 7.749  | 1     |
| 34     | ليتوانيا        | 7.708  | 1     |
| 35     | لاتفيا          | 7.415  | 1     |
| 36     | جورجيا          | 6.957  | 1     |

| التريب | الاتحاد          | النقاط | الفرق |
| ------ | ---------------- | ------ | ----- |
| 37     | أذربيجان         | 6.165  | 1     |
| 38     | سلوفينيا         | 6.124  | 1     |
| 39     | مقدونيا          | 5.207  | 1     |
| 40     | أيسلندا          | 4.957  | 1     |
| 41     | كازخستان         | 4.374  | 1     |
| 42     | ليختنشناين       | 4.000  | 0     |
| 43     | الجبل الأسود     | 3.875  | 1     |
| 44     | ألبانيا          | 3.874  | 1     |
| 45     | إستونيا          | 3.791  | 1     |
| 46     | ويلز             | 2.790  | 1     |
| 47     | أرمينيا          | 2.583  | 1     |
| 48     | مالطا            | 2.416  | 1     |
| 49     | أيرلندا الشمالية | 2.249  | 1     |
| 50     | جزر فارو         | 1.416  | 1     |
| 51     | لوكسمبورغ        | 1.374  | 1     |
| 52     | أندورا           | 1.000  | 1     |
| 53     | سان مارينو       | 0.916  | 1     |

### التوزيع
|                                 |                                 | الفرق الداخلة لهذا الدور | الفرق المتأهلة من الدور السابق                                                     |
| ------------------------------- | ------------------------------- | --- | ---------------------------------------------------------------------------------- |
| الدور التأهيلي الأول (6 فرق)    | الدور التأهيلي الأول (6 فرق)    | - 6 أبطال دوري الاتحادات 48–53 |                                                                                    |
| الدور التأهيلي الثاني (34 فريق) | الدور التأهيلي الثاني (34 فريق) | - 31 أبطال دوري الاتحادات 16–47 (باستثناء ليختنشتاين) | - 3 الفائزون من الدور التأهيلي الأول                                               |
| الدور التأهيلي الثالث           | الأبطال (20 فريق)               | - 3 أبطال دوري الاتحادات 13–15 | - 17 الفائزون من الدور التأهيلي الثاني                                             |
| الدور التأهيلي الثالث           | غير الأبطال (8 فرق)             | - 8 الوصيف في دوري الاتحادات 8–15 |                                                                                    |
| الملحق                          | الأبطال (10 فرق)                | | - 10 الفائزون من الدور التأهيلي الثالث للأبطال                                     |
| الملحق                          | غير الأبطال (10 فرق)            | - 1 الوصيف في دوري الاتحادات 7 - 3 أصحاب المركز الثالث في دوري الاتحادات 4–6 - 2 أصحاب المركز الرابع في دوري الاتحادات 1–3 (ناقص مكان أخلاه فريق توتنهام هوتسبر) | - 4 الفائزون من الدور التأهيلي الثالث لغير الأبطال                                 |
| مرحلة المجموعات (32 فريق)       | مرحلة المجموعات (32 فريق)       | - حامل اللقب - 12 أبطال دوريات الاتحادات 1–12 - 6 الوصيف في دوري الاتحادات 1–6 - 3 أصحاب المركز الثالث في دوري الاتحادات 1–3                                     | - 5 الفائزون في جولة الملحق للأبطال - 5 الفائزون في جولة الملحق لغير الأبطال       |
| مرحلة خروج المغلوب (16 فريق)    | مرحلة خروج المغلوب (16 فريق)    | | - 8 متصدري المجموعات في مرحلة المجموعات - 8 أصحاب المركز الثاني في مرحلة المجموعات |

### الفرق
| دور المجموعات             | دور المجموعات   | دور المجموعات      | دور المجموعات             |
| ------------------------- | --------------- | ------------------ | ------------------------- |
| تشيلسي (حامل اللقب)       | فالنسيا         | مونبلييه           | شاختار دونيتسك            |
| مانشستر سيتي              | بروسيا دورتموند | باريس سان جيرمان   | أياكس أمستردام            |
| مانشستر يونايتد           | بايرن ميونخ     | بورتو              | غلطة سراي                 |
| آرسنال                    | شالكه04         | بنفيكا             | أوليمبياكوس               |
| ريال مدريد                | جوفنتوس         | زينيت سانت بطرسبرغ | نوردسيالاند               |
| برشلونة                   | ميلان           |                    |                           |
| جولة الملحق               |                 |                    |                           |
| الأبطال                   | غير الأبطال     | غير الأبطال        | غير الأبطال               |
|                           | مالقا           | أودينيزي           | سبورتينغ براغا            |
| بوروسيا مونشنغلادباخ      | ليل             | سبارتاك موسكو      |                           |
| الدور التأهيلي الثالث     |                 |                    |                           |
| الأبطال                   | غير الأبطال     | غير الأبطال        | غير الأبطال               |
| آندرلخت                   | دينامو كييف     | باناثينايكوس       | فاسلوي                    |
| سي إف آر كلوج             | فيينورد         | كوبنهاغن           | ماذرويل                   |
| سيلتيك                    | فنربختشة        | كلوب بروج          |                           |
| الدور التأهيلي الثاني     |                 |                    |                           |
| بازل                      | شلوسك فروتسلاو  | ديبريتسين          | ناتدبيرنوفيلاغ ريكيافيكور |
| هبوعيل إيروني كريات شمونة | زيلينا          | شريف تيراسبول      | شاختار قراغندي            |
| سلوفان ليبيريتس           | مولده           | إكراناس            | بودوتشنوست بودغوريتسا     |
| ريد بول سالزبورغ          | بارتيزان        | فينتسبليس          | سكندربيو كورتشه           |
| أيل ليماسول               | هيلسينغبورغ     | زستافوني           | فلورا تالين               |
| لودوغورتس رازغراد         | جيلييزنيتشار    | نيفتشي باكو        | ذا نيو سينتس              |
| دينامو زغرب               | هلسنكي          | ماريبور            | أوليسيس                   |
| باتي بوريسوف              | شامروك روفرز    | فاردار             |                           |
| الدور التأهيلي الأول      |                 |                    |                           |
| فاليتا                    | بي36 توشهافن    | لوسيتانوس          | تري بيني                  |
| لينفيلد                   | إف.91 دوديلانغ  |                    |                           |

## مواعيد المراحل والقرعات
تعقد جميع القرعات في مقر UEFA في مدينة نيون في سويسرا مالم ينصّ على خلاف ذلك.
| المرحلة            | الدور                 | موعد القرعة            | المواجهة الأولى                    | المواجهة الثانية                   |
| ------------------ | --------------------- | ---------------------- | ---------------------------------- | ---------------------------------- |
| التصفيات           | الدور الأول التأهيلي  | 25 يونيو 2012          | 3–4 يوليو 2012                     | 10–11 يوليو 2012                   |
| التصفيات           | الدور الثاني التأهيلي | 25 يونيو 2012          | 17–18 يوليو 2012                   | 24–25 يوليو 2012                   |
| التصفيات           | الدور الثالث التأهيلي | 20 يوليو 2012          | 31 يوليو – 1 أغسطس 2012            | 7–8 أغسطس 2012                     |
| جولة الملحق        | جولة الملحق           | 10 أغسطس 2012          | 21–22 أغسطس 2012                   | 28–29 أغسطس 2012                   |
| دور المجموعات      | جولة المباريات 1      | 30 أغسطس 2012 (موناكو) | 18–19 سبتمبر 2012                  | 18–19 سبتمبر 2012                  |
| دور المجموعات      | جولة المباريات 2      | 30 أغسطس 2012 (موناكو) | 2–3 أكتوبر 2012                    | 2–3 أكتوبر 2012                    |
| دور المجموعات      | جولة المباريات 3      | 30 أغسطس 2012 (موناكو) | 23–24 أكتوبر 2012                  | 23–24 أكتوبر 2012                  |
| دور المجموعات      | جولة المباريات 4      | 30 أغسطس 2012 (موناكو) | 6–7 نوفمبر 2012                    | 6–7 نوفمبر 2012                    |
| دور المجموعات      | جولة المباريات 5      | 30 أغسطس 2012 (موناكو) | 20–21 نوفمبر 2012                  | 20–21 نوفمبر 2012                  |
| دور المجموعات      | جولة المباريات 6      | 30 أغسطس 2012 (موناكو) | 4–5 ديسمبر 2012                    | 4–5 ديسمبر 2012                    |
| مرحلة خروج المغلوب | دور الستة عشر         | 14 ديسمبر 2012         | 12–13 & 19–20 فبراير 2013          | 5–6 & 12–13 مارس 2013              |
| مرحلة خروج المغلوب | ربع النهائي           | 15 مارس 2013           | 2–3 أبريل 2013                     | 9–10 أبريل 2013                    |
| مرحلة خروج المغلوب | نصف النهائي           | 15 مارس 2013           | 23–24 أبريل 2013                   | 30 أبريل – 1 مايو 2013             |
| مرحلة خروج المغلوب | النهائي               | 15 مارس 2013           | 25 مايو 2013 على ملعب ويمبلي، لندن | 25 مايو 2013 على ملعب ويمبلي، لندن |

## الأدوار التأهيلية

### الدور الأول التأهيلي
أجريت قرعة الدور التأهيلي الأول والدور التأهيلي الثاني في 25 يونيو 2012. المواجهات الأولى أقيمت في 3 يوليو، المواجهات الثانية أقيمت في 10 يوليو 2012.

### الدور الثاني التأهيلي
أقيمت المواجهات الأولى في 17 و 18 يوليو، والمواجهات الثانية أقيمت في 24 و 25 يوليو 2012.

### الدور الثالث التأهيلي
تم تقسيم الدور الثالث التأهيلي إلى قسمين منفصلين: واحد للأبطال وآخر لغير الأبطال. الفرق الخاسرة في كلا القسمين انتقلوا لـجولة الملحق في دوري أوروبا 2012–13.

أجريت قرعة الدور التأهيلي الثالث في 20 يوليو 2012. أقيمت المواجهات الأولى في 31 يوليو و 1 أغسطس 2012، وأقيمت المواجهات الثانية في 7 و 8 أغسطس 2012.

## جولة الملحق
تم تقسيم جولة الملحق إلى قسمين منفصلين: واحد للأبطال وآخر لغير الأبطال. الفرق الخاسرة في كلا القسمين انتقلوا لـدور المجموعات في دوري أوروبا 2012–13.

أجريت قرعة جولة الملحق في 10 أغسطس 2012.أقيمت المواجهات الأولى في 21 و 22 أغسطس، والمواجهات الثانية أقيمت في 28 و 29 أغسطس 2012.

## دور المجموعات
| مفاتيح الألوان في جدول المجموعات                               |
| -------------------------------------------------------------- |
| متصدر المجموعة ووصيفه يتأهل إلى دور الستة عشر                  |
| صاحب المركز الثالث يدخل منافسة دوري أوروبا 2012–13 في دور ال32 |

### المجموعة E
| فريق           | نقاط | فرق | عليه | له | خ | ت | ف | لعب |
| -------------- | ---- | --- | ---- | -- | - | - | - | --- |
| يوفنتوس        | 12   | 8+  | 4    | 12 | 0 | 3 | 3 | 6   |
| شاختار دونيتسك | 10   | 4+  | 8    | 12 | 2 | 1 | 3 | 6   |
| تشيلسي         | 10   | 6+  | 10   | 16 | 2 | 1 | 3 | 6   |
| نوردسيالاند    | 1    | 18− | 22   | 4  | 5 | 1 | 0 | 6   |

|                | تشيلسي | يوفنتوس | نوردسيالاند | شاختار |
| -------------- | ------ | ------- | ----------- | ------ |
| تشيلسي         | —      | 2–2     | 6–1         | 3–2    |
| يوفنتوس        | 3–0    | —       | 4–0         | 1–1    |
| نوردسيالاند    | 0–4    | 1–1     | —           | 2–5    |
| شاختار دونيتسك | 2–1    | 0–1     | 2–0         | —      |

### المجموعة F
| فريق         | نقاط | فرق | عليه | له | خ | ت | ف | لعب |
| ------------ | ---- | --- | ---- | -- | - | - | - | --- |
| بايرن ميونخ  | 13   | 8+  | 7    | 15 | 1 | 1 | 4 | 6   |
| فالنسيا      | 13   | 7+  | 5    | 12 | 1 | 1 | 4 | 6   |
| باتي بوريسوف | 6    | 6−  | 15   | 9  | 4 | 0 | 2 | 6   |
| ليل          | 3    | 9−  | 13   | 4  | 5 | 0 | 1 | 6   |

|              | باتي | بايرن | ليل | فالنسيا |
| ------------ | ---- | ----- | --- | ------- |
| باتي بوريسوف | —    | 3–1   | 0–2 | 0–3     |
| بايرن ميونخ  | 4–1  | —     | 6–1 | 2–1     |
| ليل          | 1–3  | 0–1   | —   | 0–1     |
| فالنسيا      | 4–2  | 1–1   | 2–0 | —       |

### المجموعة G
| فريق          | نقاط | فرق | عليه | له | خ | ت | ف | لعب |
| ------------- | ---- | --- | ---- | -- | - | - | - | --- |
| برشلونة       | 16   | 6+  | 5    | 11 | 1 | 1 | 4 | 6   |
| سيلتيك        | 7    | 1+  | 8    | 9  | 2 | 1 | 3 | 6   |
| بنفيكا        | 8    | 0   | 5    | 5  | 2 | 2 | 2 | 6   |
| سبارتاك موسكو | 3    | 7−  | 14   | 7  | 5 | 0 | 1 | 6   |

|               | برشلونة | بنفيكا | سيلتيك | سبارتاك |
| ------------- | ------- | ------ | ------ | ------- |
| برشلونة       | —       | 0–0    | 2–1    | 3–2     |
| بنفيكا        | 0–2     | —      | 2–1    | 2–0     |
| سيلتيك        | 2–1     | 0–0    | —      | 2–1     |
| سبارتاك موسكو | 0–3     | 2–1    | 2–3    | —       |

## مرحلة خروج المغلوب

### دور الستة عشر
أجريت قرعة دور الستة عشر يوم 20 ديسمبر 2012. مباريات الدهاب من هدا الدور ستلعب أيام 12, 13, 19 و20 فبراير 2013. ومباريات الإياب من هدا الدور ستلعب أيام 5, 6, 12 و13 مارس 2013.

### دور الربع النهائي
أُجريت قرعة دور الربع النهائي في 15 مارس 2013، ستقام المواجهات الأولى بين الفرق في 2 و 3 أبريل والمواجهات الثانية ستقام في 9 و 10 أبريل 2013

### دور النصف النهائي
أُجريت قرعة دور النصف النهائي في تاريخ 12 أبريل 2013. المواجهات الأولى ستلعب في 23 و 24 أبريل المواجهات الثانية ستلعب في 30 أبريل و 1 مايو 2013. حيث تأهل كل من بايرن ميونخ و بوروسيا دروتموند الألمانيين ليكون نهائي ألماني في عاصمة إنجليزية

### النهائي
المباراة النهائية أقيمت يوم السبت 25 مايو على ملعب ويمبلي في لندن،إنجلترا.
| بروسيا دورتموند                | 2-1   | بايرن ميونخ                           |
| ------------------------------ | ----- | ------------------------------------- |
| إلكاي غوندوغان 68' (ضربة جزاء) | تقرير | ماريو ماندزوكيتش 60' · آريين روبن 89' |

| بطل دوري أبطال أوروبا 2012-13             |
| ----------------------------------------- |
| قالب:بيانات بلد بايرن ميونخ للمرة الخامسة |

## الاحصائيات
قائمة الهدافين وأصحاب التمريرات الحاسمة (باستثناء التصفيات التأهيلية ومباريات الملحق)
| التريب | الاسم             | الفريق           | الأهداف | دقائق اللعب |
| ------ | ----------------- | ---------------- | ------- | ----------- |
| 1      | كريستيانو رونالدو | ريال مدريد       | 12      | 1080'       |
| 2      | روبرت ليفاندوفسكي | بروسيا دورتموند  | 10      | 1000'       |
| 3      | براق يلماظ        | غلطة سراي        | 8       | 767'        |
| 3      | ليونيل ميسي       | برشلونة          | 8       | 826'        |
| 3      | توماس مولر        | بايرن ميونخ      | 8       | 955'        |
| 6      | أوسكار            | تشيلسي           | 5       | 449'        |
| 6      | جوناس أوليفيرا    | فالنسيا          | 5       | 451'        |
| 6      | ألان سيلفا        | سبورتينغ براغا   | 5       | 492'        |
| 6      | كريم بن زيما      | ريال مدريد       | 5       | 532'        |
| 6      | إزيكييل لافيتزي   | باريس سان جيرمان | 5       | 572'        |

| الترتيب | الاسم               | الفريق           | عدد التمريرات | دقائق اللعب |
| ------- | ------------------- | ---------------- | ------------- | ----------- |
| 1       | أنخل دي ماريا       | ريال مدريد       | 5             | 506'        |
| 1       | زلاتان إبراهيموفيتش | باريس سان جيرمان | 5             | 613'        |
| 3       | مودو سوغو           | سي إف آر كلوج    | 4             | 324'        |
| 3       | أوليفييه جيرو       | أرسنال           | 4             | 383'        |
| 3       | واين روني           | مانشستر يونايتد  | 4             | 461'        |
| 3       | كريستيان إريكسن     | أياكس أمستردام   | 4             | 540'        |
| 3       | ماريو غوتزه         | بروسيا دورتموند  | 4             | 603'        |
| 3       | تشافي               | برشلونة          | 4             | 621'        |
| 3       | فيليب لام           | بايرن ميونخ      | 4             | 630'        |
| 3       | سيلجوك إنان         | غلطة سراي        | 4             | 720'        |